# Великомежиріцька сільська рада
Великомежи́ріцька сільська́ ра́да — адміністративно-територіальна одиниця та орган місцевого самоврядування в Корецькому районі Рівненської області. Адміністративний центр — село Великі Межирічі.

## Загальні відомості
- Територія ради: 34,066 км²
- Населення ради: 3 064 осіб (станом на 2015 рік)
- Територією ради протікає річка Стави.

## Населені пункти
Сільській раді підпорядковані населені пункти:
- с. Великі Межирічі
- с. Дивень
- с. Застав'я
- с. Колодіївка

## Склад ради
Рада складається з 14 депутатів та голови.
- Голова ради: Слободенюк Оксана Андріївна

### Керівний склад попередніх скликань
| Прізвище, ім'я, по батькові | Основні відомості                                                 | Дата обрання | Дата звільнення |
| --------------------------- | ----------------------------------------------------------------- | ------------ | --------------- |
| Демчук Галина Володимирівна | Сільський голова, 1950 року народження, освіта вища, позапартійна | 26.03.2006   | 31.10.2010      |
| Демчук Галина Володимирівна | Сільський голова, 1950 року народження, освіта вища, позапартійна | 31.10.2010   | 31.03.2015      |
| Слободенюк Оксана Андріївна | Сільський голова, 1980 року народження, освіта вища, безпартійна  | 25.10.2015   |                 |

Примітка: таблиця складена за даними сайту Верховної Ради України та ЦВК

### Депутати VII скликання
За результатами місцевих виборів 2015 року депутатами ради стали:

#### За суб'єктами висування
| Суб'єкт висування | Кількість обраних депутатів | %      |
| ----------------- | --------------------------- | ------ |
| Самовисування     | 14                          | 100.00 |

#### За округами
| № округу | Прізвище, ім'я, по батькові    | Ким висунуто  | Дата нар.  | Освіта           | Партійна приналежність | Відомості                                             |
| -------- | ------------------------------ | ------------- | ---------- | ---------------- | ---------------------- | ----------------------------------------------------- |
| 1        | Вознюк Надія Григорівна        | Самовисування | 18.09.1967 | вища             | безпартійна            | В.Межиріцька сільська рада, рахівник-касир            |
| 2        | Мазурець Костянтин Іванович    | Самовисування | 17.03.1977 | загальна середня | безпартійний           | Ведення домашнього господарства, безробітний          |
| 3        | Пляшко Володимир Степанович    | Самовисування | 04.03.1961 | вища             | безпартійний           | Корецька райспоживспілка, голова правління            |
| 4        | Руденко Алла Миколаївна        | Самовисування | 02.10.1957 | вища             | безпартійна            | Ведення домашнього господарства, пенсіонерка          |
| 5        | Атаманчук Сергій Володимирович | Самовисування | 17.04.1971 | вища             | безпартійний           | ТОВ «Укрсоя», зав.склад                               |
| 6        | Узел Микола Іванович           | Самовисування | 23.03.1964 | загальна середня | безпартійний           | Філія «Корецький райавтодор», тракторист              |
| 7        | Огородник Ірина Володимирівна  | Самовисування | 29.06.1981 | вища             | безпартійна            | В.Межиріцька швидка допомога, фельдшер                |
| 8        | Конончук Василь Іванович       | Самовисування | 18.12.1959 | загальна середня | безпартійний           | СПК с. В.Межирічі, водій                              |
| 9        | Земляк Лариса Адамівна         | Самовисування | 14.11.1977 | вища             | безпартійна            | В.Межиріцька сільська рада, головний бухгалтер        |
| 10       | Соломчук Іван Данилович        | Самовисування | 10.04.1954 | вища             | безпартійний           | Ведення домашнього господарства, пенсіонер            |
| 11       | Мельничук Валентина Миколаївна | Самовисування | 20.04.1979 | вища             | безпартійна            | В.Межиріцька сільська рада, спеціаліст-землевпорядник |
| 12       | Твердюк Антоніна Віталіївна    | Самовисування | 06.11.1967 | вища             | безпартійна            | КЗ «В.Межиріцька спеціальна ЗШ-інтернат», бухгалтер   |
| 13       | Косинська Валентина Миколаївна | Самовисування | 29.06.1970 | загальна середня | безпартійна            | В.Межиріцький будинок культури, прибиральниця         |
| 14       | Цивон Василь Володимирович     | Самовисування | 19.04.1973 | загальна середня | безпартійний           | ТОВ «Поліський стандарт», тракторист                  |